# Gran Premio motociclistico di Francia 1981
Il Gran Premio motociclistico di Francia fu il quinto appuntamento del motomondiale 1981 e si è svolto il 17 maggio 1981. Si è trattato della 47ª edizione del Gran Premio motociclistico di Francia, la 25a valida per il motomondiale. Si è disputata sul Circuito Paul Ricard a Le Castellet.
Vi gareggiarono le classi 125, in cui si impose Ángel Nieto, 250 dove vinse Anton Mang, 500 dove la vittoria andò a Marco Lucchinelli e sidecar, vinta dall'equipaggio Rolf Biland-Kurt Waltisperg.

## Classe 500
Per il pilota italiano Marco Lucchinelli è un weekend molto positivo; dopo la pole position ottiene anche il giro più veloce e la vittoria della gara, precedendo aul traguardo lo statunitense Randy Mamola e il neozelandese Graeme Crosby, tutti equipaggiati da moto Suzuki. Alle loro spalle giungono le due Yamaha ufficiali di Barry Sheene e di Kenny Roberts che erano state in testa nei primi giri di corsa.
A questo punto della stagione, dopo quattro gare disputate, in questa classe capeggia Mamola che precede Roberts.

### Arrivati al traguardo
| Pos. | Pilota              | Moto     | Tempo    | Griglia | Punti |
| ---- | ------------------- | -------- | -------- | ------- | ----- |
| 1    | Marco Lucchinelli   | Suzuki   | 44:09.58 | 1       | 15    |
| 2    | Randy Mamola        | Suzuki   | +4,910   | 6       | 12    |
| 3    | Graeme Crosby       | Suzuki   | +5,350   | 5       | 10    |
| 4    | Barry Sheene        | Yamaha   | +5,630   | 3       | 8     |
| 5    | Kenny Roberts       | Yamaha   | +13,950  | 2       | 6     |
| 6    | Hiroyuki Kawasaki   | Suzuki   | +30,090  | 7       | 5     |
| 7    | Kork Ballington     | Kawasaki | +30,340  | 4       | 4     |
| 8    | Boet van Dulmen     | Yamaha   | +30,980  | 10      | 3     |
| 9    | Jack Middelburg     | Suzuki   | +40,510  | 9       | 2     |
| 10   | Marc Fontan         | Yamaha   | +1:05.00 | 12      | 1     |
| 11   | Seppo Rossi         | Suzuki   | +1:09.54 | 19      |       |
| 12   | Bernard Fau         | Suzuki   | +1:10.00 | 13      |       |
| 13   | Sergio Pellandini   | Yamaha   | +1:19.03 | 20      |       |
| 14   | Kimmo Kopra         | Suzuki   | +1:38.52 | 25      |       |
| 15   | Walter Migliorati   | Suzuki   | +1:40.27 | 30      |       |
| 16   | Stu Avant           | Suzuki   | +1:45.80 | 27      |       |
| 17   | Jean Lafond         | Suzuki   | +1:50.83 | 16      |       |
| 18   | Jacques Agopian     | Suzuki   | +1 giro  | 35      |       |
| 19   | Dominique Pernet    | Yamaha   | +1 giro  | 32      |       |
| 20   | Andreas Hofmann     | Suzuki   | +1 giro  | 34      |       |
| 21   | Roberto Pietri      | Suzuki   | +1 giro  | 37      |       |
| 22   | Alain Röthlisberger | Suzuki   | +1 giro  | 33      |       |
| 23   | Josef Hage          | Yamaha   | +1 giro  | 36      |       |
| 24   | Antonio Grecco      | Suzuki   | +1 giro  | 38      |       |

### Ritirati
| Pilota            | Moto       | Motivo | Griglia |
| ----------------- | ---------- | ------ | ------- |
| Takazumi Katayama | Honda      |        | 28      |
| Christian Sarron  | Yamaha     |        | 11      |
| Hervé Guilleux    | Yamaha     |        | 24      |
| Peter Sjöström    | Suzuki     |        | 26      |
| Mike Baldwin      | Suzuki     |        | 14      |
| Hubert Rigal      | Yamaha     |        | 21      |
| Sadao Asami       | Yamaha     |        | 18      |
| Gustav Reiner     | Solo       |        | 29      |
| Keith Huewen      | Suzuki     |        | 17      |
| Franco Uncini     | Suzuki     |        | 8       |
| Christian Estrosi | Yamaha     |        | 22      |
| Gianni Rolando    | Lombardini |        | 31      |
| Philippe Coulon   | Suzuki     |        | 23      |
| Raymond Roche     | Suzuki     |        | 15      |

### Non qualificati
| Pilota            | Moto      | Note |
| ----------------- | --------- | ---- |
| Gina Bovaird      | Yamaha    |      |
| Carlo Perugini    | Sanvenero |      |
| Virginio Ferrari  | Cagiva    |      |
| Raffaele Pasqual  | Yamaha    |      |
| Lennart Bäckström | Suzuki    |      |
| Franck Gross      | Suzuki    |      |

## Classe 250
Anche per la quarto di litro, quella in Francia è la quarta presenza stagionale; si è imposto per la seconda volta nell'anno il pilota tedesco Anton Mang su Kawasaki che ha preceduto sul traguardo il francese Thierry Espié e il venezuelano Carlos Lavado; Mang è anche in testa alla classifica iridata provvisoria.
Per la 250 con questa gara si taglia il traguardo della 300ª presenza valida per il motomondiale dalla sua istituzione avvenuta con il Tourist Trophy 1949.

### Arrivati al traguardo
| Pos. | Pilota                 | Moto              | Tempo     | Griglia | Punti |
| ---- | ---------------------- | ----------------- | --------- | ------- | ----- |
| 1    | Anton Mang             | Kawasaki          | 39'57"860 | 1       | 15    |
| 2    | Thierry Espié          | Chevallier-Yamaha | 40'00"930 | 9       | 12    |
| 3    | Carlos Lavado          | Yamaha            | 40'08"700 | 6       | 10    |
| 4    | Jean-François Baldé    | Kawasaki          | 40'22"300 | 3       | 8     |
| 5    | Pierre Bolle           | Yamaha            | 40'23"810 | 4       | 6     |
| 6    | Roger Sibille          | Yamaha            | 40'24"100 | 7       | 5     |
| 7    | Patrick Fernandez      | Bimota-Yamaha     | 40'26"980 | 5       | 4     |
| 8    | Maurizio Massimiani    | Ad Maiora         | 40'27"720 | 19      | 3     |
| 9    | Hervé Guilleux         | Siroko-Rotax      | 40'28"040 | 21      | 2     |
| 10   | Christian Estrosi      | Yamaha            | 40'34"920 | 14      | 1     |
| 11   | Alain Berot            | Yamaha            |           | 29      |       |
| 12   | Tony Rogers            | Yamaha            |           | 35      |       |
| 13   | André Gouin            | Yamaha            |           | 13      |       |
| 14   | Jean-Louis Guignabodet | Kawasaki          |           | 12      |       |
| 15   | Bruno Kneubühler       | Rotax             |           | 28      |       |
| 16   | Martin Wimmer          | Yamaha            |           | 17      |       |
| 17   | Alan North             | Yamaha            |           | 24      |       |
| 18   | Jean-Marc Toffolo      | Rotax             |           | 26      |       |
| 19   | Antoine Longo          | Yamaha            |           | 22      |       |
| 20   | Pierre Tocco           | Yamaha            |           | 15      |       |
| 21   | Loris Reggiani         | Yamaha            |           | 18      |       |
| 22   | Graeme Geddes          | Yamaha            |           | 20      |       |
| 23   | Karl-Thomas Grässel    | Yamaha            |           | 34      |       |
| 24   | Jean-Louis Albera      | Kawasaki          |           | 31      |       |

### Ritirati
| Pilota               | Moto         | Motivo | Griglia |
| -------------------- | ------------ | ------ | ------- |
| Eddie Lawson         | Kawasaki     |        | 8       |
| Hans Müller          | MBA          |        | 10      |
| Richard Schlachter   | Yamaha       |        | 2       |
| Jean-Jacques Peyre   | Yamaha       |        | 16      |
| Pekka Nurmi          | Yamaha       |        | 32      |
| Didier de Radiguès   | Yamaha       |        | 26      |
| Michel Rougerie      | Yamaha       |        | 23      |
| Sito Pons            | Siroko-Rotax |        | 27      |
| Éric Saul            | Chevallier   |        | 33      |
| Paolo Ferretti       | Yamaha       |        | 30      |
| Jean-Louis Tournadre | Yamaha       |        | 36      |
| Roland Freymond      | Ad Majora    |        | 11      |

### Non qualificati
| Pilota          | Moto      | Note |
| --------------- | --------- | ---- |
| Ángel Nieto     | Siroko    |      |
| Sauro Pazzaglia | MBA       |      |
| Jacques Cornu   | Yamaha    |      |
| Jeffrey Sayle   | Armstrong |      |
| Graeme McGregor | Yamaha    |      |

## Classe 125
In classe 125 lo spagnolo Ángel Nieto ottiene il quarto successo sulle cinque gare sin qui disputate, cosa che lo porta ad essere nettamente in testa alla classifica iridata provvisoria. Alle sue spalle in questa gara sono arrivati il francese Guy Bertin e l'italiano Pier Paolo Bianchi campione iridato dell'anno precedente. In classifica generale è invece seguito dal suo compagno di squadra alla Minarelli, Loris Reggiani.

### Arrivati al traguardo
| Pos. | Pilota              | Moto       | Tempo     | Griglia | Punti |
| ---- | ------------------- | ---------- | --------- | ------- | ----- |
| 1    | Ángel Nieto         | Minarelli  | 37'42"600 | 2       | 15    |
| 2    | Guy Bertin          | Sanvenero  | 37'49"080 | 1       | 12    |
| 3    | Pier Paolo Bianchi  | MBA        | 37'51"890 | 4       | 10    |
| 4    | Hans Müller         | MBA        | 37'58"610 | 3       | 8     |
| 5    | Maurizio Vitali     | MBA        | 38'05"700 | 14      | 6     |
| 6    | Loris Reggiani      | Minarelli  | 38'13"000 | 9       | 5     |
| 7    | Ivan Palazzese      | MBA        | 38'18"020 | 10      | 4     |
| 8    | August Auinger      | MBA        | 38'18"020 | 8       | 3     |
| 9    | Jean-Claude Selini  | MBA        | 38'18"480 | 6       | 2     |
| 10   | Per-Edvard Carlsson | MBA        | 38'32"090 | 17      | 1     |
| 11   | Stefan Dörflinger   | MBA        |           | 11      |       |
| 12   | Gerhard Waibel      | MBA        |           | 23      |       |
| 13   | Yves Dupont         | MBA        |           | 12      |       |
| 14   | Michel Galbit       | MBA        |           | 18      |       |
| 15   | Willy Pérez         | MBA        |           | 16      |       |
| 16   | Johnny Wickström    | MBA        |           | 24      |       |
| 17   | Paul Bordes         | Morbidelli |           | 20      |       |
| 18   | Jacky Hutteau       | Afam       |           | 29      |       |
| 19   | Frédéric Michel     | MBA        |           | 27      |       |
| 20   | Joe Genoud          | MBA        |           | 28      |       |
| 21   | Lucio Pietroniro    | MBA        |           | 21      |       |
| 22   | Erich Klein         | Morbidelli |           | 31      |       |
| 23   | Bady Hassaine       | MBA        |           | 25      |       |
| 24   | Peter Baláz         | MBA        |           | 30      |       |
| 25   | Joël Malatino       | MBA        |           | 35      |       |
| 26   | Jacques Bolle       | Motobécane |           | 7       |       |
| 27   | Spencer Crabbe      | MBA        |           | 38      |       |

### Ritirati
| Pilota             | Moto      | Motivo | Griglia |
| ------------------ | --------- | ------ | ------- |
| Reiner Koster      | MBA       |        | 36      |
| Thierry Noblesse   | MBA       |        | 5       |
| Patrick Herouard   | Sanvenero |        | 37      |
| Joel Benniza       | MBA       |        | 32      |
| Eugenio Lazzarini  | Iprem     |        | 19      |
| Anton Straver      | MBA       |        | 15      |
| Ton Spek           | MBA       |        | 22      |
| Jean-Michel Perret | MBA       |        | 33      |
| Hugo Vignetti      | MBA       |        | 13      |

## Classe sidecar
Nella terza gara stagionale arriva il primo successo per l'equipaggio Rolf Biland-Kurt Waltisperg. Gli svizzeri, partiti in pole, nelle prime fasi si ritrovano dietro Jock Taylor-Benga Johansson, ma al sesto giro tornano in testa rimanendovi fino al traguardo. Sul podio salgono anche Taylor e Alain Michel-Michael Burkhard; quarti Egbert Streuer e il debuttante passeggero Bernard Schnieders, che avevano saltato le prime due gare per problemi medici di Streuer.
In classifica Taylor è in testa con 39 punti, davanti a Michel (35) e a Biland (27).

### Arrivati al traguardo (posizioni a punti)
| Pos | Pilota         | Passeggero         | Moto          | Tempo      | Punti |
| --- | -------------- | ------------------ | ------------- | ---------- | ----- |
| 1   | Rolf Biland    | Kurt Waltisperg    | LCR-Yamaha    | 37' 33" 84 | 15    |
| 2   | Jock Taylor    | Benga Johansson    | Fowler-Yamaha | 37' 43" 27 | 12    |
| 3   | Alain Michel   | Michael Burkhardt  | Seymaz-Yamaha | 38' 09" 61 | 10    |
| 4   | Egbert Streuer | Bernard Schnieders | LCR-Yamaha    | 39' 26" 68 | 8     |
| 5   | Derek Jones    | Brian Ayres        | Yamaha        | 39' 26" 94 | 6     |
| 6   | Peter Campbell | Dick Goodwin       | Yamaha        | 39' 32" 61 | 5     |
| 7   | Trevor Ireson  | Clive Pollington   | Yamaha        | +1 giro    | 4     |
| 8   | Masato Kumano  | Kunio Takeshima    | LCR-Yamaha    |            | 3     |
| 9   | Jesco Höckert  | Harald Mathews     | Busch-Yamaha  |            | 2     |
| 10  | John Barker    | John Brushwood     | Yamaha        |            | 1     |